# 保加利亞志願軍
保加利亞志願軍由少數愛國者組成，佔總人口比例青年佔60%，成人佔30%，老人佔10%。